# Сюзор, Павел Юльевич
Граф Па́вел Ю́льевич Сюзо́р (по прижизненным источникам Ю́рьевич, 1844—1919) — русский архитектор, академик архитектуры Императорской Академии художеств, общественный деятель, педагог, тайный советник.

## Биография

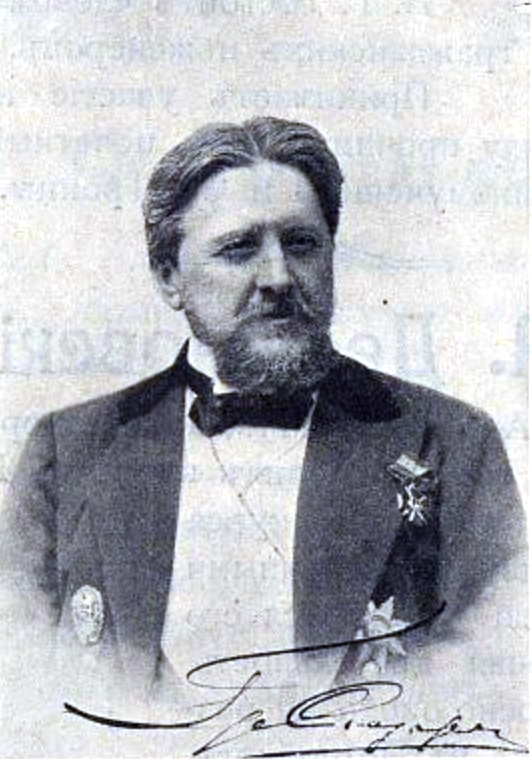
Павел Юльевич Сюзор, 1906

Павел Сюзор родился в Санкт-Петербурге 18 (30) апреля 1844 года. Его отец, граф Жан (в России — Юлий Симеонович) де Сюзор (30.05.1809—01.06.1889), упоминается в ряде источников как политический (?) эмигрант из Франции, который сначала выступал в различных собраниях с лекциями о французской литературе, а затем жил уроками, преподавая элитарным столичным недорослям французский язык и образ жизни. О содержании и уровне выступлений де Сюзора можно судить по отклику на цикл лекций, читанных им в Петербурге с 24 ноября по 11 декабря 1846 года, который И. С. Тургенев опубликовал в «Современнике» № 1 за 1847 год. Великий русский писатель саркастически отметил: «граф Сюзор читал нам, северным варварам, лекции о французской литературе, о том, какие у французов были умные люди, приятно писали и как все другие нации им подражали и должны подражать… Уменье разговаривать — отличительное качество французов; но оригинально и грациозно разговаривать и у них умеют немногие… Монологи держать гораздо легче, особенно если в вашем распоряжении находится довольно большое количество дешёвого энтузиазма и если добродушные слушатели расположены внимать вашим разглагольствованиям».
Павел Сюзор был вольноприходящим учащимся Императорской Академии художеств (1860—1866) и окончил её со званием классного художника 3-й степени. Получил медали Академии художеств: малую серебряную (1864) за «проект здания Мирового Съезда» и большую серебряную (1866) за программу «Проект дома для помещения в нём женской гимназии на 600 девиц приходящих».
В биографической справке 1894 года также указываются Училище правоведения и Институт гражданских инженеров.
Получил звание классного художника 2-й степени (1867) за проект торгового складочного места на берегу судоходной реки. Получил звание классного художника 1-й степени (1872) за «проект народных бань». Избран в академики архитектуры (1892). Почётный член Академии художеств (с 1911). Председатель правления Санкт-Петербургского общества архитекторов-художников.
Работал в строительном отделении Санкт-Петербургского губернского правления (1867—1873), Городской управе (1873—1880, с 1885—старший техник ). Состоял при ТСК МВД (с 1873), при Санкт-Петербургском губернаторе (с 1879). Член-учредитель, секретарь (с 1870), старшина, почётный член (1895)
Петербургского общества архитекторов. Преподаватель Института гражданских инженеров (с 1883). Архитектор Училища правоведения, член правления Глухоозерского цементного завода. Инициатор проведения и председатель оргкомитетов съездов русских зодчих (I съезд — 1891). Участник международных съездов архитекторов. Председатель (с 1903), почётный член, почётный председатель (1917) ОАХ. Почетный член Академии художеств (с 1911), Архитектурного общества в Берлине (1914). Один из организаторов Музея Старого Петербурга (открыт в 1907 в доме П. Ю. Сюзора). Инициатор создания школ для строительных рабочих. Председатель строительного отдела РТО (с 1908). Председатель комиссии Всероссийского съезда художников (1910-е). Почётный член Внепартийного общества художников (1913). Специалист по строительной гигиене и строительному законодательству. Построил Успенскую церковь на одноимённом (теперь Северном) кладбище в Парголово (снесена, при переустройстве названного некрополя, в советскую эпоху), сооружения на Преображенском кладбище, Островские ванны в Железноводске. Гласный Городской думы (с 1870-х). Директор 2-го Российского страхового общества (1870-е). Редактор отдела газеты «Здоровье» (1880-е). Член и руководитель благотворительных обществ и учреждений. Товарищ председателя Русского общества охранения народного здравия, Общества лечебниц для хронически больных детей, Российского пожарного общества (1900—1910-е).
Действительный статский советник (с 1894), тайный советник (на 1917).
По проектам архитектора П. Ю. Сюзора в Санкт-Петербурге было возведено около 100 домов.
Сам весьма состоятельный человек, граф П. Ю. Сюзор был искушён в вопросах финансов далеко за пределами рутины, связанной с финансированием строек по его проектам. Так, в Императорском обществе поощрения художеств он занимал ответственный пост председателя финансовой комиссии этого общества. По воспоминаниям Н. К. Рериха, который участвовал в работе ИОПХ на скромной должности секретаря общества:

после моего избрания секретарём Общества председатель финансовой комиссии Сюзор пригласил меня вечером «потолковать о финансовых делах». Речь шла о большом бюджете и о разных цифрах, превышавших 200 000 рублей. Быстро Сюзор называл разные детальные цифры. Устно подводил итоги и делал всякие сложные сопоставления. Я также устно подавал реплики, и таким образом мы пробеседовали часа три. Затем совершенно неожиданно Сюзор попросил меня через два дня представить весь бюджет, включив в него все те многие детальные соображения, которые он называл. Я попросил его дать мне какие-либо записки по этому поводу, но он сказал, что записок он не имеет и даже не может повторить устно всё им сказанное. При этом он добавил, улыбаясь: «Я удивлялся, видя, как вы надеетесь на свою память, и ничего не записываете».— Рерих Н. К. Очерк «Учёба». — Цит. по: Анна Марианис. Николай Рерих. Мистерия жизни и тайна творчества. — С. 131.
Умер 21 июля 1919 года в Петрограде; похоронен на Смоленском лютеранском кладбище.

## Семья и потомки
Брат, граф Михаил Юрьевич Сюзор до 1884 года был одним из четырёх директоров Петербургского городского кредитного общества, через которое выдавались кредиты на постройку в столице многих дорогостоящих зданий, включая возводимые по проекту его брата, архитектора Павла Сюзора. В середине 1880-х годов М. Ю. Сюзор, вместе с тремя другими директорами общества (Я. И. Григорьевым, П. Н. Волковым и Н. Кувшинниковым) оказался в центре скандала, связанного с махинациями при оценке проектов новых зданий, принимавшихся в залог при выдаче кредитов. По решению общего собрания акционеров 8 (20) января 1885 года все директора, потерявшие доверие, включая графа Сюзора, были уволены, и против них было возбуждено уголовное преследование. В ходе предварительного следствия выяснилось, что в начале 1880-х годов ряд архитекторов, привлекавшихся в качестве оценщиков, завышали доходность проектов в своих экспертных заключениях, что позволяло застройщикам получать ссуды в завышенном размере.
Супруга — графиня Софья Александровна, дочь известного архитектора Александра Павловича Брюллова (1798—1877). После революции 1917 года, в соответствии с Декретом СНК РСФСР от 20 августа 1918 года «Об отмене права частной собственности на недвижимости в городах» все домовладения Сюзоров в Петербурге были изъяты из права частной собственности и переданы в ведение Петроградского Совета. В их числе был и дом Брюллова (Кадетская линия, 21), унаследованный супругой Сюзора, в котором архитектор разместил созданный им музей «Старый Петербург». Экспонаты музея, работавшего до революции на общественных началах, были переданы в фонды Музея города, разместившегося в Аничковом дворце.
Павел Сюзор имел двух сыновей и трёх дочерей:
- графиня Вера Павловна (1870[уточнить] — 1961[уточнить]), в замужестве Шевелева, выслана в 1933 в Севкрай с сестрами[17].
- граф Владимир Павлович (1872—1929, похоронен рядом с отцом[15]) и его супруга графиня Ольга Васильевна в 1917 году проживали в доме 30 по набережной Карповки[3] в доходном доме К. Г. Чубакова, построенном в 1911—1912 годах архитектором Р. М. Габе в стиле модерн[18].
- графиня Евгения Павловна (1878[уточнить] — ???), в замужестве Струмилло, выслана в 1933 в Севкрай с сестрами[17].
- граф Георгий Павлович (1879—1943, Сент-Женевьев де Буа), окончил в 1900 году Императорское училище правоведения; статский советник в звании камер-юнкера Высочайшего двора, чиновник по особым поручениям при министерстве земледелия, в 1914—1916 гг. — секретарь начальника санитарной и эвакуационной части принца А. П. Ольденбургского[19], а также член особой комиссии Верховного совета; 1918–1919 гг. — и.о. помощника по гражданской части коменданта Владивостокской крепости[20]; его супруга графиня Ольга Николаевна (урождённая Качалова) и их дочь София Сюзор в 1917 году проживали в доме № 6 по Конногвардейскому переулку[3]. Эмигрировал с женой и дочерью во Францию. В  Париже проживают его потомки. Сын Софии Георгиевны Сюзор и Максимилиана Эрзеля (русский и французский архитектор, автор мозаики на фасаде собора Александра Невского в Париже), правнук Павла Сюзора, Мишель Эрзель (фр. Michel Herzele), французский скульптор.
- графиня Ольга Павловна (1881 — ??), замужем за Федором Германовичем Молво (1874 — ??). Арестована 4 февраля 1933 г. Тройкой ПП ОГПУ в ЛВО 14 апреля 1933 г. по ст. 58-11 УК РСФСР приговорена к 10 годам концлагеря с заменой на высылку в Севкрай[17].

## Проекты в Санкт-Петербурге
- Аптекарский проспект, д. 12 — дача П. Ю. Сюзора. 1875. (Не сохранилась).
- Большая Морская улица, д. 28/Гороховая улица, д. 13 — доходный дом. Перестройка. 1869, 1880—1881.
- Невский проспект, д. 28 / Канал Грибоедова, д. 21 — здание акционерного общества «Зингер и К°» (Дом книги)1902—1904.
- Невский проспект, д. 49 / Владимирский проспект, д. 2 — здание А. М. Ушакова. Перестройка. 1880.
- Невский проспект, д. 54 / Малая Садовая улица, д. 3 — доходный дом А. М. Ушакова, Перестройка. 1882—1883.
- Невский проспект, д. 63 — доходный дом. 1875—1876, 1878. Включен существовавший дом.
- Канал Грибоедова, д. 13 — здание Санкт-Петербургского общества взаимного кредита. 1888—1890.
- Канал Грибоедова, д. 15 / Малая Конюшенная улица, д. 10 — доходный дом. Перестройка. 1875.
- Канал Грибоедова, д. 24 — Думская улица, д. 7, двор — пассаж В. А. Ратькова-Рожнова. Перестройка. 1893—1894. (Перестроен).
- Канал Грибоедова, д. 71 / Столярный переулок, д. 13/Казначейская улица, д. 6 — доходный дом В. А. Ратькова-Рожнова. 1886—1888. Включен существовавший дом.
- Канал Грибоедова, д. 78 — здание бань Петровых. 1880—1881. (А. Ф. Красовский ?).
- Канал Грибоедова, д. 86 — доходный дом. 1884. (Надстроен).
- Казанская улица, д. 42 — доходный дом П. Ю. Сюзора. Перестройка. 1905—1906.
- Караванная улица, д. 18 / Итальянская улица, д. 37 — доходный дом. Перестройка. 1870.
- Фонарный переулок, д. 1 / набережная Мойки, д. 82 — доходный дом М. С. Воронина. 1874.
- Фонарный переулок, д. 1 / набережная Мойки, д. 82, двор — здание народных бань М. С. Воронина. 1870—1871.
- Мастерская улица, д. 5, д. 7 / улица Союза Печатников, д. 23 — особняк и доходный дом М. С. Воронина. Расширение и перестройка 1872 года. (Особняк надстроен, доходный дом не сохранился).
- Гороховая улица, д. 47 — здание Компании для хранения и залога движимых имуществ. 1872—1874, 1876—1877. Включено существовавшее здание. (Частично перестроено).
- Большая Подьяческая улица, д. 39 / Никольский переулок, д. 8 — здание товарищества «Общественная польза». 1874.
- Большой Казачий переулок, д. 11 — доходный дом и народные бани Е. С. Егорова. Б. 1875—1876, 1882—1885. (Дом перестроен).
- 9-я линия, д. 16 — доходный дом и бани В. О. и О. В. Ковалевских. 1878—1879.
- 9-я линия, д. 22 — доходный дом. 1876.
- Большая Пушкарская улица, д. 22 — здание бань Е. Ф. Овчинникова. 1876—1877. (Расширено).
- Большая Пушкарская улица, д. 30/Шамшева улица, д. 1 — доходный дом. 1877—1878.
- Улица Чапаева, д. 7 — здание бань. Перестройка. 1879.
- Улица Некрасова, д. 14а / Басков переулок, д. 7 — здание бань Целибеевых. 1879—1881.
- 5-я линия, д. 4 / Академический переулок, д. 1, правая часть — доходный дом. Надстройка. 1880. (Надстроен).
- 8-я линия, д. 29 — городской сиротский дом им. цесаревича Николая. 1888—1890. Включён существовавший дом.
- 13-я линия, д. 52/14-я линия, д. 59 — комплекс зданий больницы Французского благотворительного общества. 1884—1885, 1890, 1897—1902, 1905. Включены существовавшие здания.
- 14-я линия, д. 61 — доходный дом. 1897.
- 20-я линия, д. 13 — доходный дом. 1904.
- 25-я линия — производственные здания Василеостровского чугунолитейного и механического завода М. С. Воронина. 1870 год.
- Кожевенная линия, д. 32, двор, левая часть — здание цехов Владимирского кожевенного завода, 1901.
- Большой проспект Васильевского острова, д. 18 — металлический корпус Андреевского рынка. 1891—1892. Инж. О. Е. Крель. (Не сохранился).
- Улица Достоевского, д. 5 — доходный дом. 1895—1896.
- Улица Достоевского, д. 27 — доходный дом. 1881.
- Улица Достоевского, д. 29/Социалистическая улица, д. 18 — доходный дом. 1880.
- Владимирский проспект, д. 10 — доходный дом. Перестройка. 1881.
- Пушкинская улица, д. 7 — доходный дом. 1877.
- Пушкинская улица, д. 13 — доходный дом. 1877.
- 8-я Советская улица, д. 18 — доходный дом. 1881.
- Воронежская улица, д. 38 — дом для бедных и бани М. Н. Кобызева. 1881—1882.
- Улица Кропоткина, д. 1/Кронверкская улица, д. 10/улица Ленина, д. 3 — здание Белозерских бань П. И. Шорохова. 1882.
- Большой Сампсониевский проспект, д. 43, левая часть — дом прихода Сампсониевского собора. 1882.
- Набережная Лейтенанта Шмидта, д. 11/9-я линия, д. 2 — доходный дом. Перестройка. 1882—1884. (Перестроен).
- Улица Некрасова, д. 40/улица Восстания, д. 35 — дом сенатора и статского советника В. С. Грушецкого/Басков переулок, д. 33 — доходный дом Е. С. Егорова. 1883—1884.
- Улица Маяковского, д. 15, левая часть — здание конюшен Государственного коннозаводства. Перестройка. 1880-е.
- Улица Маяковского, д. 35, правая часть — гимнастический зал общества «Маяк». 1906—1908. (Перестроен).
- Думская улица, д. 7 — доходный дом. Перестройка. 1887.
- Кавалергардская улица, д. 42 — здание начальных училищ И. Ф. Громова и В. А. Ратькова-Рожнова. 1887—1891.
- Шпалерная улица, д. 2/Гагаринская улица, д. 4 — доходный дом. Перестройка. 1878.
- Шпалерная улица, д. 56/Водопроводный переулок, д. 1/Таврическая улица, д. 10 — машинное здание для фильтров Центральной городской водопроводной станции. 1887—1890, 1896—1897.
- Соляной переулок, д. 1, левая часть — улица Оружейника Фёдорова, д. 2, правая часть — жилой дом Училища Правоведения. 1893—1894.
- Улица Рентгена, д. 6/улица Льва Толстого, д. 15 — комплекс зданий Гомеопатической лечебницы. 1893—1898.
- Косая линия, д. 15а, д. 15в — дом призрения Брусницыных, 1895—1896. С 1944 года в здание разместилось Высшее мореходное училище имени адмирала Макарова.
- Набережная реки Фонтанки, д. 6/улица Чайковского, д. 1, правая часть — улица Оружейника Фёдорова, д. 2, левая часть — здание Училища правоведения. Перестройка. 1895, 1909—1910.
- Улица Марата, д. 55/Боровая улица, д. 5 — доходный дом Р. С. Гробова. 1896.
- Никольская площадь, д. 1, корп — городской дом трудолюбия и ночлежный дом. 2; 1б. 1896—1900. Совместно с А. П. Максимовым.
- Исполкомская улица, д. 2/Невский проспект, д. 170/Конная улица, д. 21 — доходный дом В. М. Давыдова, 1897—1898.
- Улица Зои Космодемьянской — здания Городской Алафузовской больницы, перестройка и расширение, 1897—1900, 1910. Совместно с Э. Ф. Виррихом. (Не сохранились).
- 10-я Красноармейская улица, д. 28/Дровяная улица, д. 6 — дом дешевых квартир им. Е. Г. Степановой. 1898—1899. (П. С. Самсонов ?).
- Кирочная улица, д. 30/Мелитопольский переулок, д. 4 — доходный дом Г. С. Войницкого. 1880—1881.
- Кирочная улица, д. 32-34 — доходный дом А. В. Ратькова-Рожнова. 1899—1900.
- Улица Пестеля, д. 13-15 — доходный дом А. В. Ратькова-Рожнова. 1898—1900.
- Большой проспект Петроградской стороны, д. 49/улица Ленина, д. 18 — доходный дом П. Т. Бадаева. 1902—1903.
- Красногвардейский переулок, д. 6 — здание Громовского приюта. 1878—1880.
- Красногвардейский переулок, д. 8 — богадельня Николаевского православного братства. 1878—1880.
- Площадь Ленина, д. 6/Финский переулок, д. 9 — доходный дом с торговыми помещениями С. П. Петрова. 1878—1879. (Частично надстроен, южная часть разрушена).
- Улица Комсомола, д. 4а — Арсенальная набережная, д. 6 — Дом призрения малолетних и школа А. И. Тименкова и В. А. Фролова 1891—1893[21].
- Свердловская набережная, д. 40, двор — больничные корпуса Елизаветинской общины сестер милосердия. 1897—1898.
- Улица Карбышева, д. 29 — здание бань. 1882. (?)
- Московский проспект, д. 89 — ночлежный дом им. А. Е. Бузовой. 1909—1910.
- Московский проспект, д. 95 — флигель и домовая церковь при богадельне Мещанского общества. 1878—1879. (Не сохранились).
- Можайская улица, д. 14 — доходный дом. 1880.
- Проспект Девятого Января, 4 — Преображенская церковь на Преображенском кладбище, построена в 1872 году. Не сохранилась.

## Домовладения Сюзора и его семьи
- Аптекарский проспект, 12[22] — дача П. Ю. Сюзора. 1875. (Не сохранилась). — участок по кадастру «гр. Сюзор, Пав. Юр.» 1894–1917.
- Казанская улица, 42 («Дом Сюзора») — доходный дом П. Ю. Сюзора[23]. Перестройка. 1905—1906.
- улица Радищева (Преображенская), 31[24] — участок по кадастру «гр. Сюзор, Пав. Юр.» 1894.
- улица Радищева (Преображенская), 52[25] — участок по кадастру «гр. Сюзор, Пав. Юр.» 1894.
- Кадетская линия, 21 — бывш. дом А. П. Брюллова («Дом Брюллова»)[26] — участок по кадастру «гр. Сюзор, Соф. Алдр.» 1894–1917.
- Тучков переулок, 16[27] — участок по кадастру «гр. Сюзор, Соф. Алдр.» 1894–1917.